# Antoni Frąckiewicz

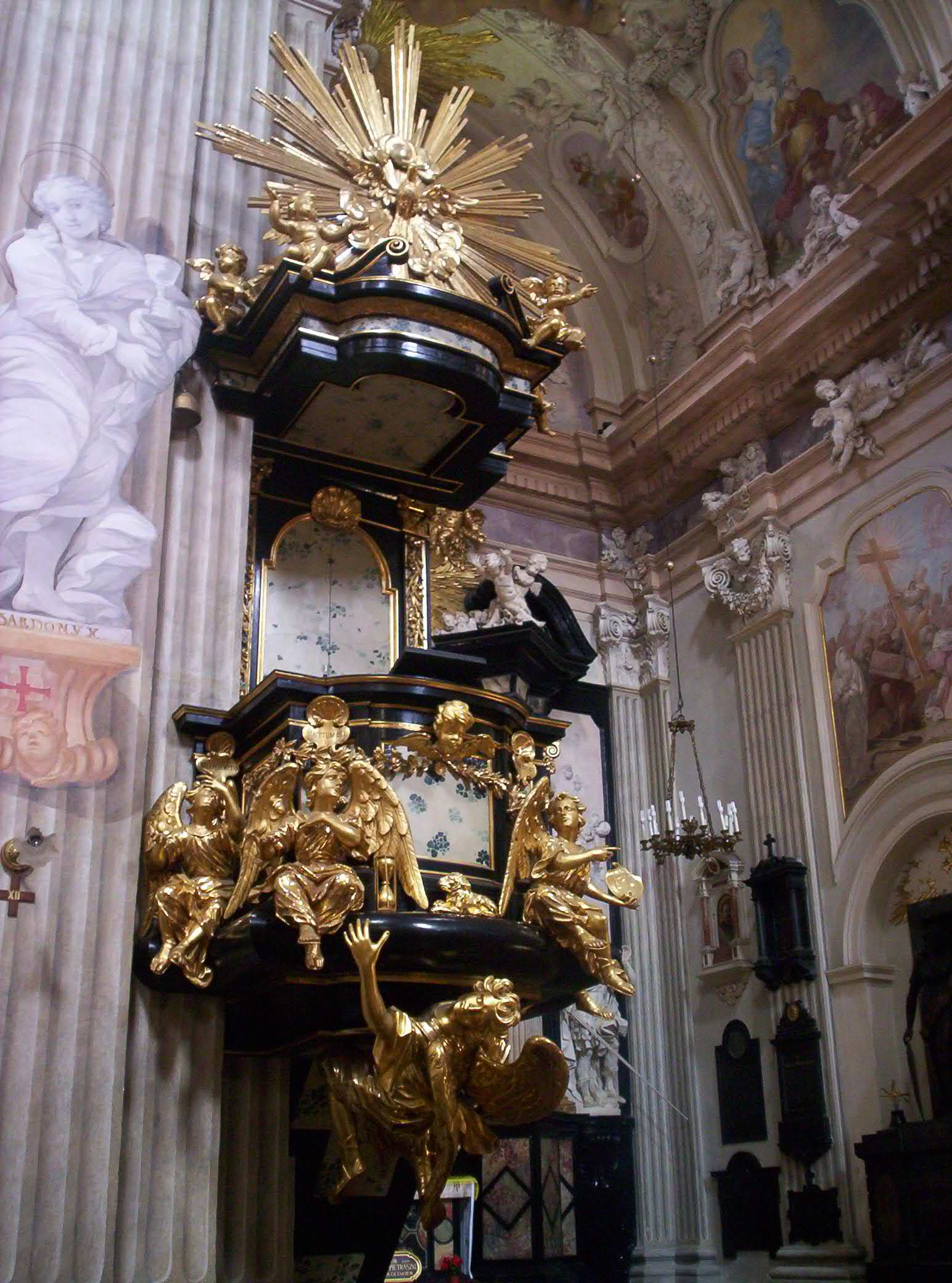
Kanzel in der Krakauer Annakirche

Antoni Frąckiewicz († vor dem 6. Juni 1741) war ein polnischer Bildhauer und Holzschnitzer, der in Kleinpolen in der ersten Hälfte des 18. Jahrhunderts tätig war.

## Leben und Werk
Seine Herkunft ist unbekannt. 1715 ist er urkundlich in Krakau nachweisbar. Er orientierte sich am Werk von Baldassare Fontana, der sich kurz vor seiner Zeit ebenfalls in Krakau aufhielt. Sein Testament datiert vom 31. Mai 1741.
Seine Werke sind unter anderem erhalten in:
- Kloster Imbramowice, unter anderem sechs Altäre aus den Jahren 1716–1722
- Krakauer Annakirche, Kanzel und Orgelprospekt
- Krakauer Johanneskirche (Altstadt), Hauptaltar
- Kathedrale von Kielce, Hauptaltar
- Marienkirche in Zielonki, Figuren des Hauptaltars
- Abtei Tyniec, einige Figuren
- Margarethenkirche in Raciborowice, einige Figuren